# Phytoplasma japonicum
Phytoplasma japonicum è una specie di batterio appartenente alla famiglia delle Acholeplasmataceae.